# Deutsche Wasserball-Liga 2010/11
Die Saison 2010/11 der Deutschen Wasserball-Liga begann am 6. November 2010 mit der Hauptrunde und endete mit der Titelverteidigung der Wasserfreunde Spandau 04 mit einem Erfolg im Finale über den ASC Duisburg. Der Rekordmeister aus Spandau sicherte sich damit seinen 31. Titel seit 1979. In die 2. Wasserball-Liga stiegen nach nur einer Saison die Neulinge Poseidon Hamburg und SGW Leimen/Mannheim ab.

## Modus
Die Spiele wurden nach dem Rundensystem mit Hauptrunde (Hin- und Rückspiel), Qualifikationsrunde (Best-of-Five) sowie Meisterschaftsrunde (Play-off-Endrunde) und Abstiegsrunde (Play-down-Endrunde) von Anfang November 2010 bis Mitte Mai 2011 ausgetragen.

## Hauptrunde
Gespielt wurde in zwei Gruppen zu je acht Mannschaften in einer einfachen Runde mit Hin- und Rückspiel. In der Gruppe A, der die besten acht Mannschaften der Vorsaison angehörten, qualifizierten sich die ersten vier direkt für die Play-off-Endrunde. Die letzten vier der Gruppe A mussten in eine Qualifikationsrunde mit den ersten vier Mannschaften der Gruppe B. Für die letzten vier Mannschaften der Gruppe B ging es direkt in die Play-down-Endrunde.

### Gruppe A

#### Abschlusstabelle
| Pl. | Verein                       | Sp. | S  | U | N  | Tore    | Diff. | Punkte |
| --- | ---------------------------- | --- | -- | - | -- | ------- | ----- | ------ |
| 1.  | Wasserfreunde Spandau 04 (M) | 14  | 13 | 0 | 1  | 228:770 | +151  | 26:20  |
| 2.  | ASC Duisburg (P)             | 14  | 13 | 0 | 1  | 192:950 | +97   | 26:20  |
| 3.  | SG W98/Waspo Hannover        | 14  | 8  | 1 | 5  | 118:112 | +6    | 17:11  |
| 4.  | SC Wedding Berlin            | 14  | 6  | 0 | 8  | 123:153 | −30   | 12:16  |
| 5.  | SV Würzburg 05               | 14  | 6  | 0 | 8  | 111:143 | −32   | 12:16  |
| 6.  | SV Weiden (A-B)              | 14  | 5  | 1 | 8  | 112:134 | −22   | 11:17  |
| 7.  | SSV Esslingen                | 14  | 3  | 0 | 11 | 126:171 | −45   | 06:22  |
| 8.  | SV Bayer Uerdingen 08        | 14  | 1  | 0 | 13 | 091:216 | −125  | 02:26  |

 Teilnehmer an der Qualifikationsrunde Gruppe A – Gruppe B 
 (M) amtierender Meister 
 (P) amtierender Pokalsieger 
 (A-B) Aufsteiger aus der Gruppe B der vorherigen Saison

#### Kreuztabelle
Die Kreuztabelle stellt die Ergebnisse aller Spiele dieser Saison dar. Die Heimmannschaft ist in der linken Spalte aufgelistet und die Gastmannschaft in der obersten Reihe.
| Gruppe A 6. November 2010 – 12. März 2011 | Gruppe A 6. November 2010 – 12. März 2011 | Wasserfreunde Spandau 04 | ASC Duisburg | SG W98/Waspo Hannover | SC Wedding Berlin | SV Würzburg 05 | SV Weiden | SSV Esslingen | SV Bayer Uerdingen 08 |
| ----------------------------------------- | ----------------------------------------- | ------------------------ | ------------ | --------------------- | ----------------- | -------------- | --------- | ------------- | --------------------- |
| 01.                                       | Wasserfreunde Spandau 04                  |                          | 12:30        | 11:50                 | 23:60             | 23:30          | 15:60     | 8:3           | 22:40                 |
| 02.                                       | ASC Duisburg                              | 13:12                    |              | 11:60                 | 11:70             | 14:80          | [ A 1 ]   | 23:50         | 20:50                 |
| 03.                                       | SG W98/Waspo Hannover                     | 09:15                    | 05:13        |                       | 10:90             | 11:40          | 8:5       | 9:6           | 17:50                 |
| 04.                                       | SC Wedding Berlin                         | 08:20                    | 06:16        | 5:8                   |                   | 8:7            | 8:6       | 11:10         | 17:10                 |
| 05.                                       | SV Würzburg 05                            | 03:10                    | 09:13        | 5:6                   | 10:90             |                | 10:80     | 9:8           | 14:90                 |
| 06.                                       | SV Weiden                                 | 04:16                    | 11:15        | 9:9                   | 8:9               | 7:5            |           | 15:11         | 11:50                 |
| 07.                                       | SSV Esslingen                             | 06:14                    | 07:12        | 9:6                   | 14:10             | 10:12          | 08:12     |               | 17:13                 |
| 08.                                       | SV Bayer Uerdingen 08                     | 04:27                    | 02:18        | 5:9                   | [ A 2 ]           | 07:12          | 05:10     | 17:12         |                       |

1. ↑  ASC Duisburg – SV Weiden (11. Spieltag); Wertung: 2:0 Punkte und 10:0 Tore für Duisburg, Weiden trat wegen personeller Probleme nicht an.
2. ↑  SV Bayer Uerdingen 08 – SC Wedding Berlin 7:6 (1. Spieltag); Wertung: 2:0 Punkte und 10:0 Tore für Wedding, bei Uerdingen wirkte der Spieler Tobias Schweihoff unberechtigt mit.

### Gruppe B

#### Abschlusstabelle
| Pl. | Verein                     | Sp. | S  | U | N  | Tore    | Diff. | Punkte |
| --- | -------------------------- | --- | -- | - | -- | ------- | ----- | ------ |
| 1.  | Wasserball-Union Magdeburg | 14  | 12 | 0 | 2  | 194:107 | +87   | 24:40  |
| 2.  | OSC Potsdam                | 14  | 10 | 1 | 3  | 150:112 | +38   | 21:70  |
| 3.  | Duisburger SV 98           | 14  | 9  | 1 | 4  | 141:123 | +18   | 19:90  |
| 4.  | SV Cannstatt               | 14  | 8  | 1 | 5  | 161:122 | +39   | 17:11  |
| 5.  | SV Krefeld 72              | 14  | 6  | 2 | 6  | 136:128 | +8    | 14:14  |
| 6.  | SG Neukölln Berlin (A-A)   | 14  | 5  | 1 | 8  | 120:129 | −9    | 11:17  |
| 7.  | Poseidon Hamburg (N)       | 14  | 2  | 0 | 12 | 113:164 | −51   | 04:24  |
| 8.  | SGW Leimen/Mannheim (N)    | 14  | 1  | 0 | 13 | 092:222 | −130  | 02:26  |

 Teilnehmer an der Qualifikationsrunde Gruppe A – Gruppe B 
 (N) Aufsteiger aus der 2. Wasserball-Liga 
 (A-A) Absteiger aus der Gruppe A der vorherigen Saison

#### Kreuztabelle
Die Kreuztabelle stellt die Ergebnisse aller Spiele dieser Saison dar. Die Heimmannschaft ist in der linken Spalte aufgelistet und die Gastmannschaft in der obersten Reihe.
| Gruppe B 6. November 2010 – 12. März 2011 | Gruppe B 6. November 2010 – 12. März 2011 | Wasserball-Union Magdeburg | OSC Potsdam | Duisburger SV 98 | SV Cannstatt | SV Krefeld 72 | SG Neukölln Berlin | Poseidon Hamburg |       |
| ----------------------------------------- | ----------------------------------------- | -------------------------- | ----------- | ---------------- | ------------ | ------------- | ------------------ | ---------------- | ----- |
| 01.                                       | Wasserball-Union Magdeburg                |                            | 11:70       | 15:80            | 13:90        | 11:70         | 14:70              | 15:70            | 27:20 |
| 02.                                       | OSC Potsdam                               | 10:17                      |             | 11:70            | 10:50        | 8:6           | 11:60              | 16:60            | 18:70 |
| 03.                                       | Duisburger SV 98                          | 10:70                      | 8:8         |                  | 10:90        | 9:8           | 8:6                | 6:4              | 20:60 |
| 04.                                       | SV Cannstatt                              | 16:11                      | 12:80       | 8:9              |              | 10:10         | 8:4                | 11:60            | 19:50 |
| 05.                                       | SV Krefeld 72                             | 07:12                      | 08:13       | 9:8              | 13:10        |               | 6:6                | 14:40            | 14:80 |
| 06.                                       | SG Neukölln Berlin                        | 7:9                        | 08:13       | 13:12            | 08:10        | 11:80         |                    | 12:70            | 13:60 |
| 07.                                       | Poseidon Hamburg                          | 08:17                      | 06:10       | 11:12            | 07:13        | 10:11         | 9:8                |                  | 18:80 |
| 08.                                       | SGW Leimen/Mannheim                       | 02:15                      | 5:7         | 08:14            | 08:21        | 08:15         | 08:11              | 11:10            |       |

## Qualifikationsrunde Gruppe A – Gruppe B
In der Qualifikationsrunde wurden die letzten vier Teilnehmer für die Play-off bzw. Play-down Endrunde ermittelt. Dabei trafen die letzten vier der Gruppe A auf die besten vier Mannschaften der Gruppe B. Die vier Sieger sicherten sich außerdem noch den Startplatz in der Gruppe A zur Folgesaison.
Modus: Best-of-Five
Termine: 23. März 2011 (1. Spiel), 26. März 2011 (2. Spiel), 27. März 2011 (3. Spiel), 2. April 2011 (4. Spiel) und 6. April 2011 (5. Spiel)
Die Mannschaften der Gruppe B hatten im 1. und 4. Spiel Heimrecht.
|           | Paarung                    | Paarung | Paarung               | 1.    | 2.    | 3.    | 4.    | 5.    |
| --------- | -------------------------- | ------- | --------------------- | ----- | ----- | ----- | ----- | ----- |
| 1.B – 8.A | Wasserball-Union Magdeburg | –       | SV Bayer Uerdingen 08 | 16:10 | 9:8   | 4:7   | 13:80 | 6:9   |
| 2.B – 7.A | OSC Potsdam                | –       | SSV Esslingen         | 7:8   | 10:90 | 7:6   | 8:7   | –––   |
| 3.B – 6.A | Duisburger SV 98           | –       | SV Weiden             | 7:6   | 6:9   | 06:10 | 6:8   | –––   |
| 4.B – 5.A | SV Cannstatt               | –       | SV Würzburg 05        | 12:70 | 7:9   | 5:6   | 14:80 | 15:17 |

 Uerdingen, Potsdam, Weiden und Würzburg qualifizierten sich für die Playoff-Endrunde und spielen zur Saison 2011/12 in der Gruppe A.

## Play-down

### 1. Runde
Modus: Best-of-Three
Termine: 9. April 2011 (1. Spiel) und 16. April 2011 (2. Spiel)
Die erstgenannte Mannschaft hatte nur im 1. Spiel Heimrecht.
| Paarung             | Paarung | Paarung                    | 1.    | 2.    | 3.  |
| ------------------- | ------- | -------------------------- | ----- | ----- | --- |
| SGW Leimen/Mannheim | –       | Wasserball-Union Magdeburg | 06:21 | 05:17 | ––– |
| Poseidon Hamburg    | –       | SSV Esslingen              | 06:10 | 07:12 | ––– |
| SG Neukölln Berlin  | –       | Duisburger SV 98           | 10:70 | 6:5   | ––– |
| SV Krefeld 72       | –       | SV Cannstatt               | 05:10 | 09:18 | ––– |

### 2. Runde
Modus: Best-of-Five
Termine: 23. April 2011 (1. Spiel), 30. April 2011 (2. Spiel), 1. Mai 2011 (3. Spiel), 4. Mai 2011 (4. Spiel) und 7. Mai 2011 (5. Spiel)
Die erstgenannte Mannschaft hatte im 1. und 4. Spiel Heimrecht.
| Paarung             | Paarung | Paarung          | 1.    | 2.    | 3.    | 4.  | 5.    |
| ------------------- | ------- | ---------------- | ----- | ----- | ----- | --- | ----- |
| SGW Leimen/Mannheim | –       | SV Krefeld 72    | 05:16 | 04:26 | 05:15 | ––– | –––   |
| Poseidon Hamburg    | –       | Duisburger SV 98 | 13:11 | 10:11 | 3:6   | 9:6 | 03:10 |

 Absteiger in die 2. Wasserball-Liga

## Play-off

### Viertelfinale
Modus: Best-of-Three
Termine: 9. April 2011 (1. Spiel) und 16. April 2011 (2. Spiel)
Die erstgenannte Mannschaft hatte nur im 1. Spiel Heimrecht.
| Paarung               | Paarung | Paarung                  | 1.    | 2.    | 3.  |
| --------------------- | ------- | ------------------------ | ----- | ----- | --- |
| SV Bayer Uerdingen 08 | –       | Wasserfreunde Spandau 04 | 03:29 | 04:31 | ––– |
| OSC Potsdam           | –       | ASC Duisburg             | 04:19 | 04:24 | ––– |
| SV Weiden             | –       | SG W98/Waspo Hannover    | 09:12 | 03:14 | ––– |
| SV Würzburg 05        | –       | SC Wedding Berlin        | 12:11 | 9:6   | ––– |

### Halbfinale
Modus: Best-of-Five
Termine: 23. April 2011 (1. Spiel), 30. April 2011 (2. Spiel) und 1. Mai 2011 (3. Spiel)
Die erstgenannte Mannschaft hatte im 1. und 4. Spiel Heimrecht.
| Paarung               | Paarung | Paarung                  | 1.    | 2.    | 3.    | 4.  | 5.  |
| --------------------- | ------- | ------------------------ | ----- | ----- | ----- | --- | --- |
| SV Würzburg 05        | –       | Wasserfreunde Spandau 04 | 3:9   | 03:29 | 06:26 | ––– | ––– |
| SG W98/Waspo Hannover | –       | ASC Duisburg             | 08:13 | 07:12 | 06:11 | ––– | ––– |

### Spiel um Platz 3
Modus: Best-of-Three
Termine: 11. Mai 2011 (Würzburg) und 13. Mai 2011 (Hannover)
| Paarung        | Paarung | Paarung               | 1.   | 2.  | 3.  |
| -------------- | ------- | --------------------- | ---- | --- | --- |
| SV Würzburg 05 | –       | SG W98/Waspo Hannover | 7:10 | 5:7 | ––– |

### Finale
Modus: Best-of-Five
Termine: 11. Mai 2011 (Duisburg), 13. Mai 2011 (Berlin), 14. Mai 2011 (Berlin) und 16. Mai 2011 (Duisburg)
| Paarung      | Paarung | Paarung                  | 1.  | 2.   | 3.  | 4.  | 5.  |
| ------------ | ------- | ------------------------ | --- | ---- | --- | --- | --- |
| ASC Duisburg | –       | Wasserfreunde Spandau 04 | 4:5 | 10:9 | 8:9 | 8:9 | ––– |

 Deutscher Meister

## Die Meistermannschaft
| 1.                                | Wasserfreunde Spandau 04 |
| Logo der Wasserfreunde Spandau 04 | - Tor: Alexander Tchigir, Tim Höhne - Feldspieler: Erik Bukowski, Fabian Schroedter, Florian Naroska, David Kleine, Marc Politze , Milan Petrović, Erik Miers, Andreas Schlotterbeck, Moritz Oeler, Marko Bolović, Dennis Eidner, Marko Stamm, Tobias Gietz, Maurice Jüngling, Tamás Kuncz, Jeldrik Biegel - Trainer: Nebojša Novoselac |

## Torschützenliste
|     | Spieler           | Verein                     | Tore |
| --- | ----------------- | -------------------------- | ---- |
| 01. | Lazar Kilibarda   | Wasserball-Union Magdeburg | 80   |
| 02. | Ilia Butikashvili | Wasserball-Union Magdeburg | 57   |
| 02. | Jovan Radojević   | SV Cannstatt               | 57   |
| 02. | Moritz Oeler      | Wasserfreunde Spandau 04   | 57   |
| 05. | Paul Schüler      | ASC Duisburg               | 53   |
| 06. | Patrick Weik      | Poseidon Hamburg           | 50   |
| 07. | Daniel Grohs      | Duisburger SV 98           | 48   |
| 08. | Julian Real       | ASC Duisburg               | 47   |
| 09. | Maximilian Müller | SV Würzburg 05             | 46   |
| 09. | Ingo Pickert      | SG W98/Waspo Hannover      | 46   |